# アジアリーグアイスホッケー2024-2025
アジアリーグアイスホッケー2024-2025は、2024年9月27日から2025年4月6日まで実施予定のアイスホッケーのリーグ戦である。

## できごと

### 4月
- 4月6日 - HLアニャンの優勝で2023-24年シーズンが終了。チェアマンの武田芳明から2024-25年シーズンが2024年9月7日に開幕予定であることが公表された[1]。

### 6月
- 6月11日 - 試合日程が発表され、レギュラーシーズンに加えて日本のチームのみの『ジャパンカップ』も開催される[2]。

### 9月
- 9月7日 - 開幕。

## 出場チーム
以下の5チームである。
| チーム                     | 本拠地         |
| -------------------------- | -------------- |
| レッドイーグルス北海道     | 北海道苫小牧市 |
| 東北フリーブレイズ         | 青森県八戸市   |
| H.C.栃木日光アイスバックス | 栃木県日光市   |
| 横浜グリッツ               | 神奈川県横浜市 |
| HLアニャン                 | 京畿道安養市   |